# Onze-Lieve-Vrouw-van-de-Recollectenkerk

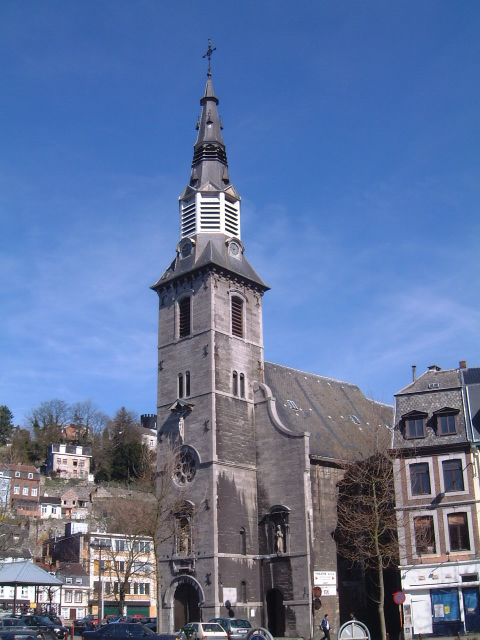
Onze-Lieve-Vrouw-van-de-Recollectenkerk

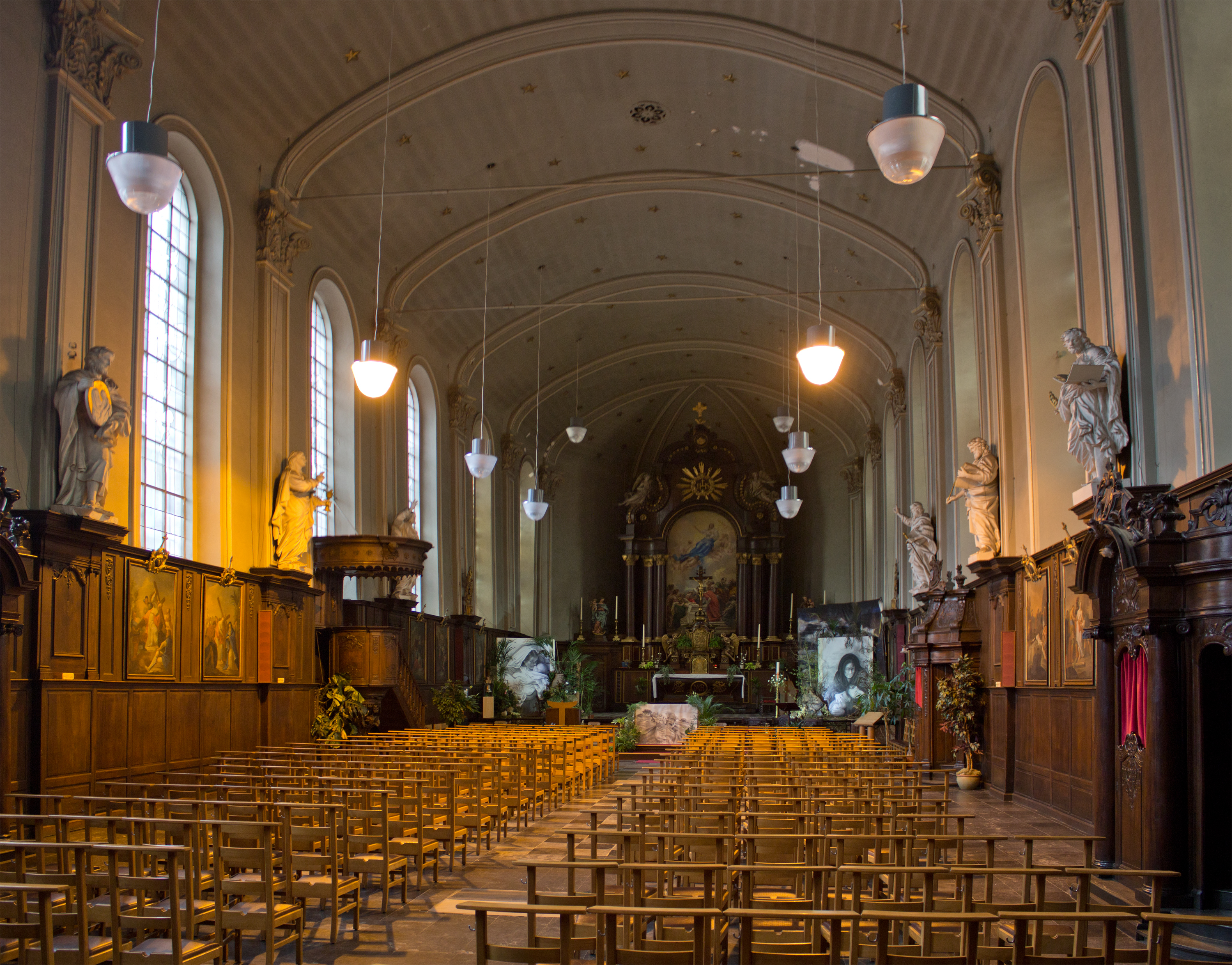
Interieur

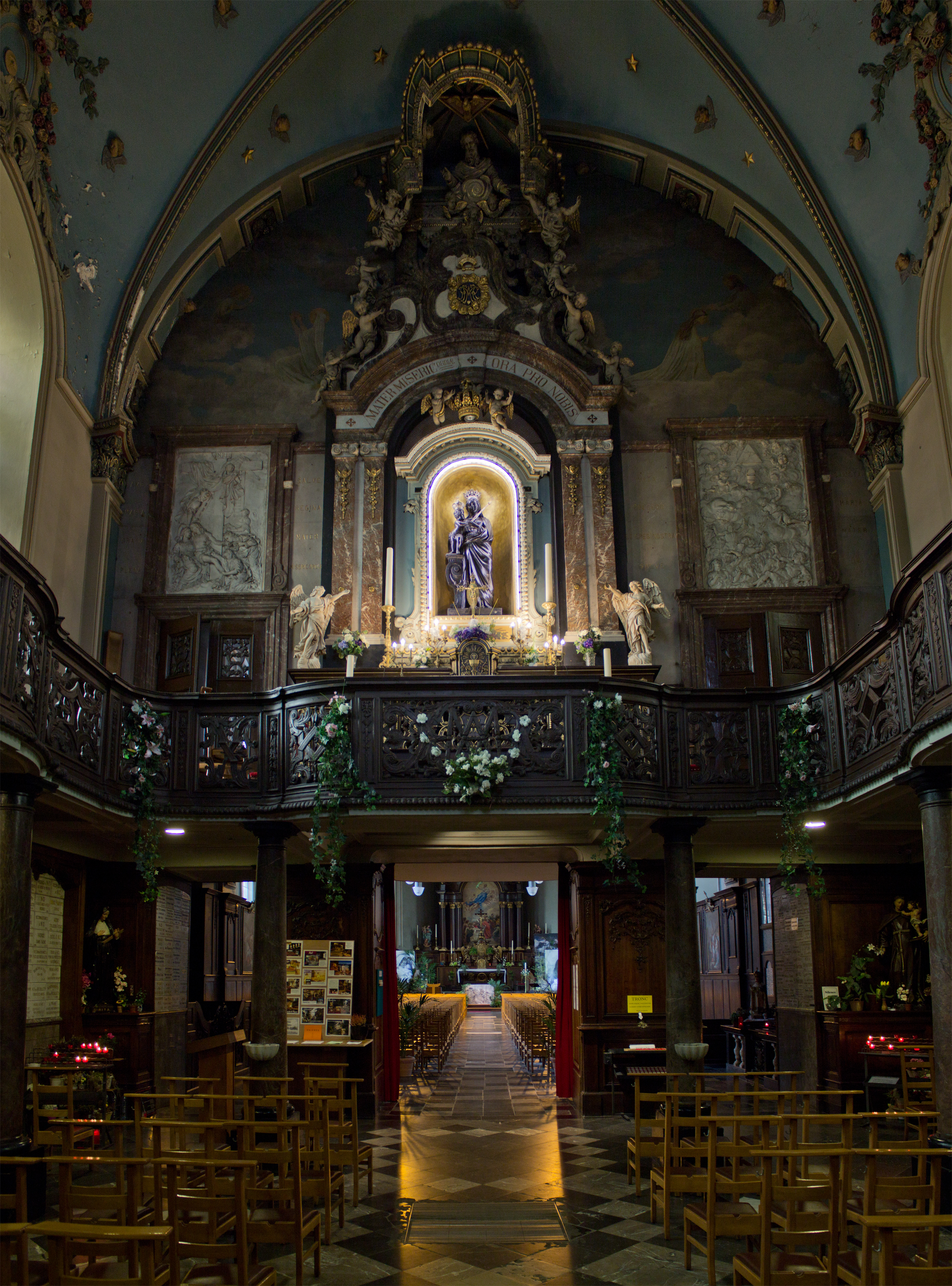
Mariakapel

De Onze-Lieve-Vrouw van de Recollectenkerk (Église Notre-Dame des Recollets) is een kerkgebouw in de Belgische stad Verviers, gelegen aan het Enclos des Recollets, nabij het Place du Martyr.

## Geschiedenis
De minderbroeders (recollecten) bouwden van 1631-1634 een klooster in Verviers. In 1646 begon de bouw van de kloosterkerk in barokstijl, en in 1650 werd deze ingezegend. Oorspronkelijk was deze kerk gewijd aan het Allerheiligst Sacrament. In 1664 werd een Mariabeeld in een nis boven de toegangspoort van de kapel geplaatst. Tijdens de aardbeving van 1692 bleef dit beeld gespaard, terwijl de bevolking de houding van het beeld zag veranderen, hetgeen als een mirakel werd beschouwd, dat kerkelijk erkend werd. In 1700 werd een kapel aangebouwd ter ere van Onze-Lieve-Vrouw, gebouwd met de materialen die vrijkwamen bij het slopen van de stadsmuur. Toen werd de voorgevel ook voorzien van nieuwe doorgangen.
Ten gevolge van de Franse bezetting einde 18e eeuw werd het klooster opgeheven en in de gebouwen kwam een fabriek van wollen stoffen. In 1810 werden de kloostergebouwen getroffen door brand. Enkel de kapel bleef gespaard. Van 1816-1818 werd de kerk hersteld en tussen 1852-1857 werd de kapel gerestaureerd. Van 1892-1893 werd een klokkentoren tegen de gevel geplaatst, naar ontwerp van A. van Assche. In 1971 werden de gebouwen op het voormalige kloosterterrein tussen deze kerk en de Vesder gesloopt, en vonden ook restauratiewerkzaamheden aan de kapel plaats. Daarbij werden de naar het noorden uitziende vensters weer geopend.

## Gebouw
Het betreft een langwerpig gebouw, opgetrokken in kalksteenblokken. De eenbeukige kerk heeft een driezijdig afgesloten koor. De Mariakapel ligt in het verlengde van de as van de kerk, en het miraculeuze Mariabeeld (la Vierge noire) bevindt zich nog op dezelfde plaats in de nis van de toenmalige voorgevel, nu binnen in het gebouw gelegen. Dit beeld is vervaardigd uit zandsteen, dat vervolgens zwart geschilderd werd.

## Interieur
Het schip wordt overwelfd met een tongewelf in de vorm van een korfboog. Aangezien de brand van 1810 het originele interieur heeft verwoest, werd vanuit de wijde omgeving kerkmeubilair van hoge kwaliteit aangeleverd.
De altaren zijn uit de 17e en 18e eeuw, en afkomstig van de Saint-Nicolas-au-Pont d'Outremeuse te Luik. De communiebank uit einde 18e eeuw. De preekstoel en de biechtstoelen zijn van 1790. Beelden van de apostelen, toegeschreven aan Renier Panhay, zijn afkomstig van de Abdij van Godsdal. Een biechtstoel in régencestijl is van 1739 en werd vervaardigd door Noël Henrard voor de kerk van Dison.
Er zijn 17e- en 18e-eeuwse deuren. Eén ervan is afkomstig van het Kartuizerklooster van Luik. Drie bas-reliëfs in wit marmer, vervaardigd door A. Hontoire, C. Van der Werck en R. Verbure, zijn afkomstig van de Sint-Lambertuskathedraal te Luik. Een borstbeeld dat ooit een relikwie van de heilige Agnes bevatte, stamt uit de eerste helft van de 16e eeuw en is afkomstig uit de Abdij van Stavelot.